# REALIZE MODEL
REALIZE MODEL（リアライズモデル）は、タカラトミーが展開するハイターゲット向け商品である。「T-SPARK」の一レーベルで、ゾイドの1/100スケールプラキットとして発売。「超可動」「組み立てやすさ」「コレクション性」を高めている。従来の1/72スケールは大きすぎてコレクションしにくく、パーツ数を抑え組み立て難易度を下げることで新規ユーザーを定着させる、また壽屋が展開しているHMMと差別化を図るため、1/100スケールに決定した。これまでタカラトミーが発売したゾイドはすべて出すとしており、1/24スケールの24ゾイドや1/35スケールのゾイドワイルドもすべて同一スケールで販売するとしている。

## 製品
RMZ-001 ブレードライガー（2025年2月）
Eシールドジェネレーターを差し替えることでバン専用機と量産機の切り替えが可能。バンとフィーネ、一般兵士のフィギュアが付属している他、ブレードアタック演出パーツが同梱している。
RMZ-002 ジェノザウラー（2025年2月）
頭部武器を差し替えることでレイヴン専用機と量産機の切り替えが可能。レイヴンと一般兵士のフィギュアが付属している他、荷電粒子砲充填演出パーツ、ロングレンジパルスレーザーライフル発射演出パーツが同梱している。
RMZ-003 コマンドウルフ（2025年3月）
昭和期、平成期のコマンドウルフをアニメ劇中のデザイン設定を再検証したもので、頭部のコックピットハッチの開閉や昭和期や平成期になかった背部の50mm対ゾイド2連装ビーム砲座にキャノピーカバーが追加された他、アニメ劇中のストライクレーザークローが再現可能。一般兵士2体のフィギュアが付属。
RMZ-004 ヘルキャット ガイロスカラー（2025年4月）
頭部のコックピットハッチが開閉可能で、帝国小型ゾイド共通コックピットは着脱可能。ステルスつま先はクローパーツに差し替えることで爪が前に出た状態が再現可能。一般兵士のフィギュアが付属。ディスプレイスタンドが同梱している。
RMZ-005 モルガ ガイロスカラー（2025年4月）
頭部のコックピットハッチが開閉可能。尾部のミサイルハッチを蛇腹に展開させることが可能。一般兵士のフィギュアが付属。
RMZ-EX01 ブレードライガー ミラージュ L（2025年7月、Animation-Comic-Game Hong Kong 2025限定販売およびタカラトミーモール限定抽選販売）
ブレードライガーの成型色を白色に変更し、アタックブースターは付属しない。一般兵士のフィギュアが付属。
RMZ-006 セイバータイガー シュバルツ スペシャル（2025年8月予定）
頭部のコックピットハッチが開閉可能。アニメ劇中のビームガトリングガンの射撃シーンが再現可能。動力ケーブルを再現し、背部ユニットと動力ケーブルの接続には金属製のスプリングを採用。背部の武装ユニットは劇中カラーに変更。ノーマルカラーのセイバータイガーの背部カウルが付属。シュバルツのフィギュアが付属。
RMZ-007 トリニティライガー（2025年8月予定）
ゲーム劇中の頭部のたてがみを基部から回転したてがみから差し替えなしでビームガン、マルチレーダー、タービンと展開可能。脚部の爪は差し替えなしで展開可能。腹部のブースターも展開することが可能。背中のユニットを回転することで前方への射撃形態が再現可能。アトレー・アーカディアのフィギュアが付属。
RMZ-008 コマンドウルフ アーバイン仕様（2025年9月予定）
コマンドウルフの成型色を黒色に変更し、ロングレンジライフルとスプレッドミサイルの2種が付属している他、3種類の内、どちらか一方が選択可能。ロングレンジライフルは伸縮ギミックを搭載し、カバー基部にパイロットが搭乗可能。スプレッドミサイルは発射口の開閉を差し替えで再現している。アニメ劇中のメモリーバンクの再現や槍状の弾体が付属。アーバイン、一般兵士のフィギュア2体が付属。
RMZ-009 アイアンコング ガイロスカラー（2025年11月予定）
頭部は首のボールジョイントによる多軸関節とスライドギミックを内蔵している。胴体は胸部において回転軸とスライド軸が内蔵され胸部開閉、肩部の前側への引き出しが可能。肩部10連発自己誘導ロケット弾ランチャーのハッチが開閉し、従来の左肩部だけでなく右肩部にも装備、ハッチのデザインも従来のものと左肩部のものと同様のものが選択可能。腕部は肘が二重関節で大きく曲げることが出来、手首は親指から人差し指が各部で可動でき、中指から小指までは緩く握った根本が可動するものと開いたものの二つが同梱しており、差し替えで手の動きが再現できる。脚部は股関節が大きく可動することでナックルウォークの姿勢で踏ん張った姿勢が再現できる。バックパックも内部アームが可動することで直立状態でも前方に展開できるようになっている。TVM地対地2連装戦術ミサイルは取り外しが可能。対ゾイド6連装ミサイルランチャーも3種類の接続パーツにより肩部やバックパック、腕部への接続が選択可能。肩部に接続する場合、低姿勢での射撃を再現。腕部に接続する場合グリップを引き出すことで手持ち武器となる。バックパックに接続する場合は接続パーツの可動で運搬状態も再現。砲身も伸縮し、弾倉の取り外しも可能。一般兵士2体のフィギュアが付属。
RMZ-010 キャノリーモルガ&ヘルキャット 守備隊仕様（2025年12月予定、タカラトミーモール限定発売）
モルガ本体とヘルキャットの成型色をダークカラーに変更し、キャノリーユニットが付属。キャノリーユニットのグライドキャノンの砲身は基部から伸縮が可能で、弾倉の着脱も可能。さらにオリジナルギミックとしてアウトリガーが追加され展開、伸縮による安定した射撃姿勢の再現が可能。アウトリガーを取り外しキャップをカバーとすることも可能。グライドキャノンのアームで仰角の調整が可能。モルガ本体には本体の天面カバーを外し、専用の接続パーツを装着することでキャノリーユニットの装着ができ、さらに凹凸2種類の接続パーツが付属してヘルキャットや他のゾイドに装着できる。一般兵士のフィギュアが付属。
RMZ-011 ジェノザウラー レイヴン仕様（2026年2月予定）
ジェノザウラーの頭部フィンとコックピットハッチの成型色をアニメカラーに変更し、新規構造の前腕部に付属のワイヤーと接続パーツを使用することで射出状態のディスプレイができアニメ劇中のワイヤーキラークローの再現が可能。ハイパーキラークロー、ハイパーストライククローは1本ずつ可動できる。アンカーや脚部バーニアカバーの展開により飛行移動形態が可能。荷電粒子砲充填状態エフェクトパーツとパルスレーザーライフル発射エフェクトパーツを劇中イメージのクリアカラーに変更。GF編のレイヴンとシャドーのフィギュアが付属。
RMZ-012 ヘルキャットチロル（2026年2月予定、T-SPARK ZONE 流通限定）
ヘルキャットの成型色を白色に変更し、白成型とガンメタ成型のヘルキャットの武器一式が付属。
RMZ-013 シールドライガー バン仕様（2026年3月予定）
爪はアニメ劇中のカラーリングである金色に塗装されている。展開式ミサイルポッドがアーム部で可動し、3mm軸となっているためカスタマイズが可能となっている。AMD2連装20mmビーム砲が展開し、カバーを閉じた状態で前方への射撃姿勢をとることが可能。頭部と脚部のインタークーラーの開閉が可能。頭部のコックピットはバン仕様の複座型と量産機仕様の単座型が、尾部の装備はバン仕様のものと量産機仕様の対ゾイド30mm2連装ビームが付属し差し替えが可能。Eシールドの展開を再現するエフェクトパーツが付属しスタンド部分の長短が選択可能。バンとフィーネ、ジーク、一般兵士のフィギュアが付属。